# Apanteles vipio
Apanteles vipio är en stekelart som beskrevs av Henry J. Reinhard 1880. Apanteles vipio ingår i släktet Apanteles och familjen bracksteklar. Inga underarter finns listade i Catalogue of Life.